# Alex Scott (Fußballspielerin)
Alexandra Virina „Alex“ Scott, MBE (* 14. Oktober 1984 im London Borough of Tower Hamlets) ist eine ehemalige englische Fußballspielerin. Die Abwehrspielerin spielte von 2004 bis 2017 in der englischen Nationalmannschaft.

## Karriere

### Vereine

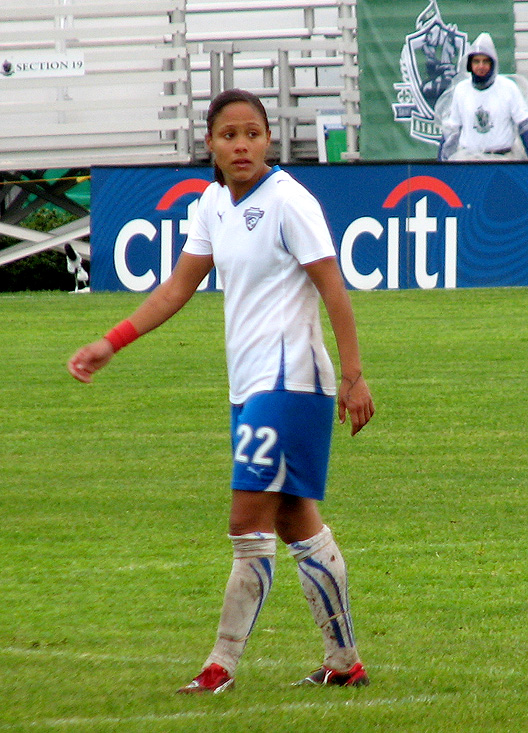
Scott im Dress der Boston Breakers

Scott begann ihre Karriere beim Arsenal LFC. 2004 wechselte sie für eine Saison zum Birmingham City LFC. Im gleichen Jahr debütierte sie in der englischen Nationalmannschaft am 18. September 2004 beim 2:1 gegen die Niederlande. Nachdem Birmingham City in finanzielle Schwierigkeiten geraten war, kehrte Scott zu Arsenal zurück. Mit Arsenal wurde Scott viermal Meister, zweimal Pokalsieger, einmal Ligapokalsieger und zweimal Sieger des Charity Shields. Ihr bisher größter sportlicher Erfolg war der Gewinn des UEFA Women’s Cup. Im Finalhinspiel bei Umeå IK erzielte Scott in der Nachspielzeit den 1:0-Siegtreffer. Nach dem torlosen Unentschieden im Rückspiel war der Triumph perfekt.
Nach der Gründung der Women’s Professional Soccer 2008 in den Vereinigten Staaten, erwarben die Chicago Red Stars die Rechte Alex Scott unter Vertrag nehmen zu dürfen. Dessen Trainerin war die ehemalige Assistenztrainerin von Arsenal, Emma Hayes. Am 15. Januar 2009 wurden die Rechte an die Boston Breakers abgeben und Scott wechselte daraufhin im Februar in die USA. In der Saison der WPS stand sie 17-mal auf dem Platz und erzielte dabei ein Tor. Nachdem sie dort bis 2011 aktiv gewesen war, wechselte sie im Jahre 2012 zurück zu Arsenal und war dort in weiterer Folge bis 2018 aktiv. Gegen den Manchester City WFC absolvierte sie am 12. Mai 2018 ihr letztes Pflichtspiel; die Partie endete in einem 2:1-Sieg der Londoner. Nach ihrem Karriereende wirkte sie bei der Fußball-Weltmeisterschaft 2018 für BBC Sport als Kommentatorin bzw. Expertin mit.

### Nationalmannschaft
Mit der Nationalmannschaft nahm sie an den EM-Endrunden 2005 und 2009 und der WM 2007 in der Volksrepublik China teil. Für die WM 2011 war sie ebenfalls nominiert und wurden in allen vier Spielen der englischen Mannschaft eingesetzt. Im zweiten WM-Spiel gegen Neuseeland schlug sie die Flanke herein, die zum zwischenzeitlichen 1:1-Ausgleich durch Jill Scott führte. Mit ihren vier Einsätzen bei der WM in Deutschland hat sie nun zusammen mit vier anderen Spielerinnen mit acht WM-Einsätzen die meisten WM-Spiele für Englands Frauen bestritten.
2012 stand sie im Team GB, das an den Olympischen Spielen in London teilnahm. Ihren ersten Einsatz hatte sie im Testspiel gegen Schweden am 19. Juli. Bei den Olympischen Spielen kam in allen vier Spielen zum Einsatz, schied aber im Viertelfinale gegen Kanada aus.

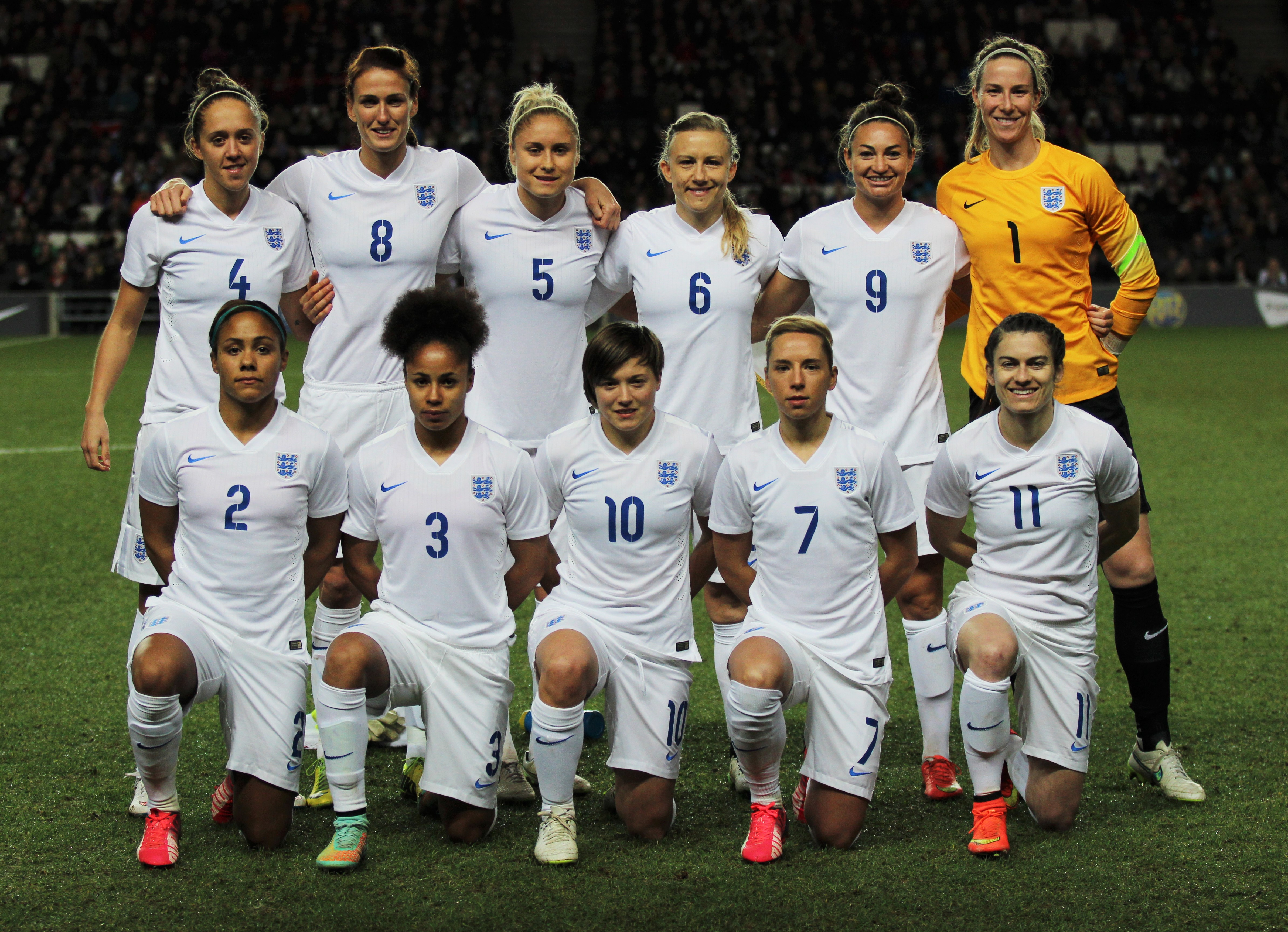
Scott (Nr. 2) mit der Nationalmannschaft vor dem Spiel gegen die USA am 13. Februar 2015

Am 13. März 2013 machte sie im Finale des Zypern-Cups gegen Kanada ihr insgesamt 100. Länderspiel. Am 15. Juli 2013 machte sie beim EM-Gruppenspiel gegen Russland ihr 100. Spiel für England und führte die Mannschaft aus diesem Anlass als Kapitänin auf das Feld. Auch im abschließenden Gruppenspiel gegen Frankreich kam sie zum Einsatz, schied mit ihrer Mannschaft aber bereits nach der Vorrunde aus.
2015 gewann sie mit England zum dritten Mal den Zypern-Cup, wobei sie in allen drei Endspielen zum Einsatz kam. Sie wurde auch in den englischen Kader für die WM in Kanada berufen. In der Gruppenphase wurden sie in allen drei Spielen eingesetzt, in der K.-o.-Runde nur noch im mit 1:2 gegen Titelverteidiger Japan verlorenen Halbfinale. Im Spiel um Platz 3, bei dem sie wieder nicht eingesetzt wurde, gelang ihrer Mannschaft erstmals ein Sieg gegen Deutschland. England konnte damit erstmals nach dem WM-Titel der Männer 1966 wieder eine WM-Medaille gewinnen. Scott wurde auch für die Endrunde der Europameisterschaft 2017 nominiert. Dort kam sie aber nur im dritten Gruppenspiel gegen Portugal zum Einsatz als Nationaltrainer Mark Sampson die Reservespielerinnen aufstellte. Am 2. September 2017 gab sie ihren Rücktritt aus der Nationalmannschaft bekannt. Zum Zeitpunkt ihres Rücktritts hat sie mit 140 Länderspielen die zweitmeisten Länderspiele für England bestritten. Zudem bestritt sie fünf Spiele für das Team GB.

## Medienkarriere

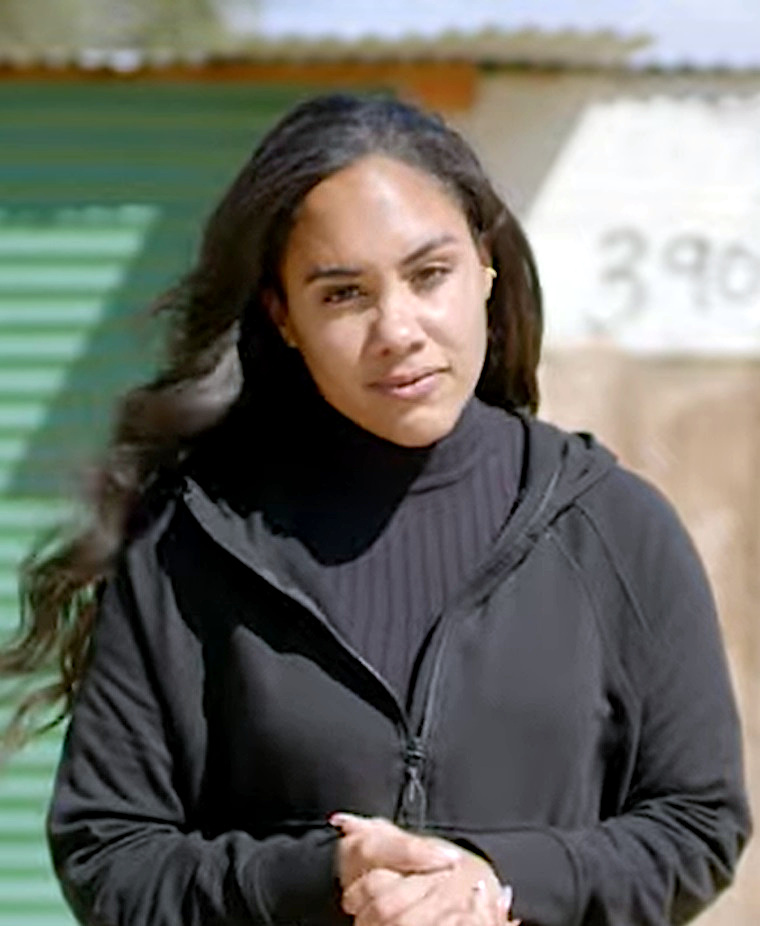
Alex Scott bei Soccer Aid für UNICEF im Jahr 2024

Seit ihrem Rücktritt arbeitet sie als Kommentatorin und Moderatorin bei der BBC. So war sie unter anderem Teil des Teams für die Fußball-Weltmeisterschaft 2018 und die Olympischen Sommerspiele 2020. Dabei ist sie regelmäßig sexistischen Angriffe via Social Media ausgesetzt. In der bekannten Videospielreihe FIFA agiert sie seit FIFA 22 als Feldreporterin im englischsprachigen Kommentar und war damit die erste Kommentatorin der englischen Kommentarfunktion. Bei der Moderation des ersten Spiels von England bei der Fußball-Weltmeisterschaft 2022 gegen Iran trug Scott die OneLove-Armbinde als Symbol gegen Diskriminierung, Rassismus und für LGBTQ+-Rechte, die kurz vor der Eröffnung der WM von der FIFA unter Androhung von sportlichen Sanktionen verboten wurde.

## Erfolge
- UEFA-Women’s-Cup-Siegerin: 2006/07
- Englische Meisterin: 2001, 2002, 2004, 2006
- Englische Pokalsiegerin: 2001, 2004, 2006
- Englische Ligapokalsiegerin: 2001, 2005
- Charity-Shield-Siegerin: 2001, 2006
- Zypern-Cup-Siegerin: 2009, 2013, 2015
- WM-Dritte 2015

## Auszeichnungen
- Berufung in die Mannschaft des Turniers bei der Weltmeisterschaft 2011
- Erhalt des MBE während der Neujahrs-Vergabe 2019